# Бисен
Бисен (каз. Бисен) — село в Бокейординском районе Западно-Казахстанской области Казахстана. Административный центр Бисенского сельского округа. Находится примерно в 67 км к востоку-северо-востоку (ENE) от села Сайхин, административного центра района, на высоте 62 метров над уровнем моря. Код КАТО — 275433100.

## Состав населённого пункта
На территории села имеется 12 улиц, кроме того к селу официально приписаны расположенные в его окрестностях 17 чабанских зимовок: Айбас-1, Айбас-2, Айбас-3, Акай, Аккемпир, Аксор, Жулдуз, Жумахмет, Комплекс, Курмангазы, Нияз, Пайда, Сабыр, Сансызбай, Толжиде, Уш кудык, Шамель.

## Население
В 1999 году численность населения села составляла 1718 человек (833 мужчины и 885 женщин). По данным переписи 2009 года, в селе проживало 1627 человек (812 мужчин и 815 женщин).